# Werner Loch
Werner Loch (* 11. Mai 1928 in Idar-Oberstein; † 2. April 2010 in Berlin) war ein deutscher Pädagoge und Professor für Pädagogik.

## Biographie

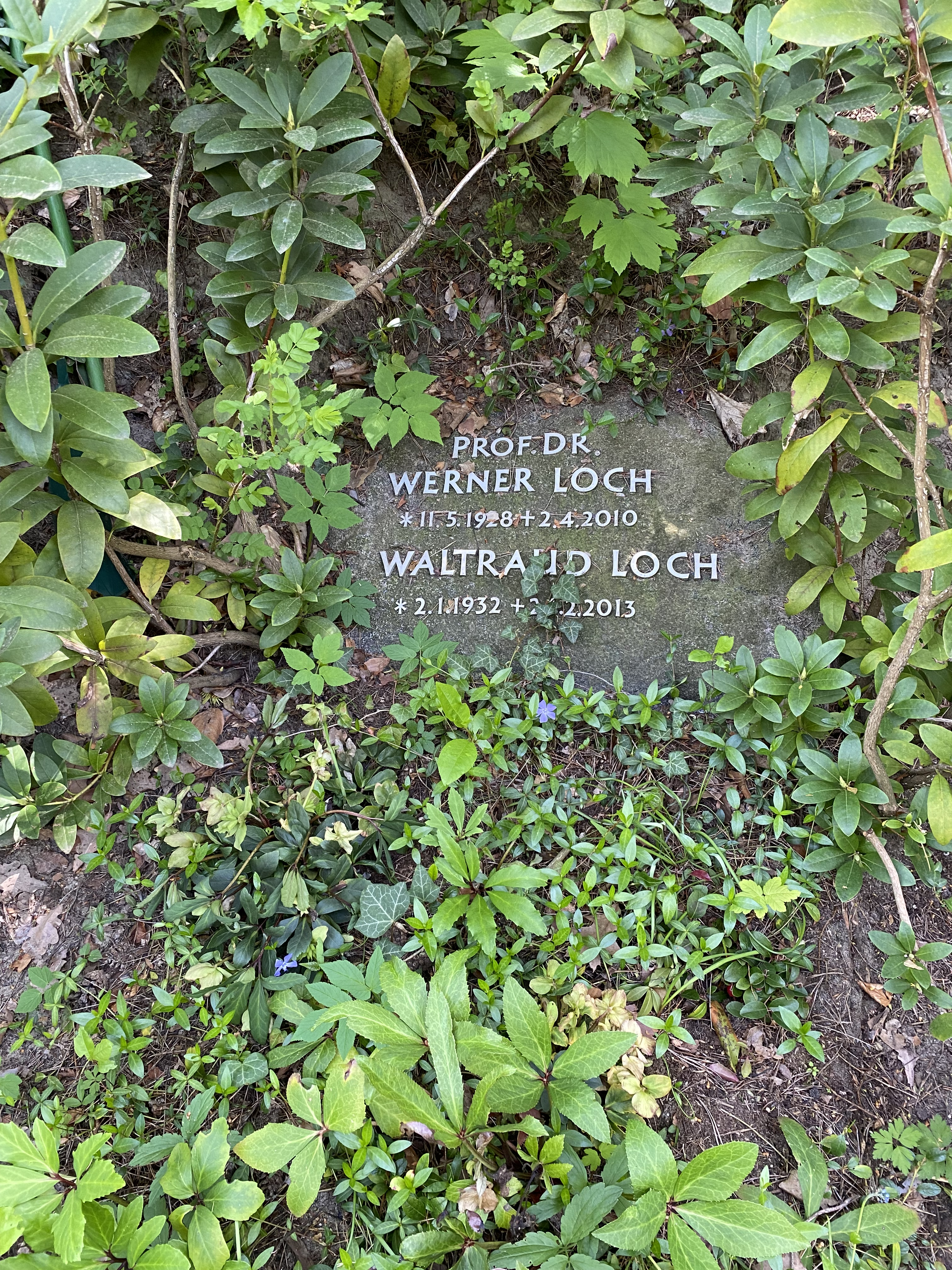
Grabstätte auf dem Friedhof Heerstraße

Werner Loch besuchte in Idar-Oberstein die Göttenbach-Oberrealschule (heute: Göttenbach-Gymnasium), an der er das Abitur ablegte. Anschließend studierte er an den Pädagogischen Akademien in Bad Neuenahr und Worms und wurde Volksschullehrer in Mainz. 1953 heiratete er Waltraud Malkus (1932–2013). Ebendort sowie in Tübingen führte er neben seiner Lehrertätigkeit sein Studium in den Fächern Pädagogik und Philosophie an der Eberhard Karls Universität Tübingen fort. Dort wurde Loch im Jahre 1958 bei Otto Friedrich Bollnow mit einer Arbeit über „Pädagogische Untersuchungen zum Begriff der Begegnung“ promoviert. Noch zwei Jahre nach der Promotion blieb Loch Assistent am Pädagogischen Seminar der Universität Tübingen.
1961 wurde er als Professor für Pädagogik an die PH Oldenburg in Oldenburg (seit 1974 zur Carl von Ossietzky Universität Oldenburg gehörig) berufen. Loch fuhr gemeinsam mit seinem dortigen Kollegen Hans-Jochen Gamm und Oldenburger Studenten an die Berliner Universität in der DDR, wo sie u. a. Wolf Biermann und Lothar Bolz trafen. Im Jahre 1964 nahm er einen Ruf der Friedrich-Alexander-Universität Erlangen-Nürnberg an. Während seiner Zeit dort erlebte er die Studentenbewegung, welche ihn in der Anfertigung seiner biographischen Erziehungstheorie deutlich beeinflusste.
Die Professur in Erlangen-Nürnberg behielt er bis 1970, als er dem Ruf der Christian-Albrechts-Universität zu Kiel folgte. Er besetzte als Ordinarius den Lehrstuhl für Allgemeine Pädagogik in der Nachfolge des nicht unumstrittenen Theodor Wilhelm. Differenzen zeigten sich z. B. in den Auffassungen der Studentenbewegung. Loch lebte während seiner Zeit in Kiel mit seiner Familie in Flintbek. Er blieb bis 1994 im Amt. Sein Nachfolger wurde Wilhelm J. Brinkmann. Bis 2008 publizierte Loch weiter. Am 2. April 2010 starb er im Alter von 81 Jahren in Berlin und wurde auf dem dortigen Friedhof Heerstraße beigesetzt.

## Arbeitsschwerpunkte
Anfänglich befasste sich Loch mit dem Grenzbereich zwischen Theologie und Pädagogik (beispielsweise mit dem Begriff der Begegnung) sowie mit disziplinhistorischen und wissenschaftstheoretischen Themen. Ab Mitte der 1960er-Jahre begann er mit der Ausarbeitung  einer biographischen Erziehungstheorie, die im reziproken Bezug zum Lebenslauf steht. Als grundlegendes Werk gilt „Lebenslauf und Erziehung“ (1979). Dabei nahm er einerseits Helmuth Plessners offene Frage in der Anthropologie und andererseits die von Karl Bednarik diagnostizierte Lerngesellschaft (so der Titel eines 1966 erschienenen Werkes) zum Ausgangspunkt seiner Theorie. Wegen der Unbestimmbarkeit des Menschen und dem vorherrschenden Zwang zum lebenslangen Lernen sei der Mensch über seine gesamte Lebenszeit auf Lernhilfen angewiesen, um ein Leben in Würde und Mündigkeit führen zu können. Die selbst erfahrene Erziehung würde nur durch eine Prospektion auf das spätere Leben legitim, während sich ein erfülltes Leben in Mündigkeit nur aktualisiere, wenn es zuvor eine entsprechende Erziehung gegeben hat, da der als homo discens verstandene Mensch „zur sinnvollen Entwicklung seiner Anlagen notwendig auf Erziehung angewiesen ist“.
Phänomenologische und hermeneutische Methoden dienten der Ausarbeitung und Formulierung dieser Theorie. Damit stand Loch methodisch in der Tradition seines Lehrers Bollnow, der seinerseits als Schüler von Herman Nohl die geisteswissenschaftliche Pädagogik zu vertreten verstand.
Nach Loch hat Erziehung die Funktion der Enkulturationshilfe zur Selbsterhaltung in Würde. Loch selbst war es, der den Begriff der Enkulturation vom US-amerikanischen Anthropologen Melville J. Herskovits übernahm und ihn 1968 in die deutsche Erziehungswissenschaft einführte. Diese Funktionsbestimmung verhinderte einerseits die Verleugnung des Kindes in der Pädagogik und erlaubte es gleichzeitig, pädagogische Lernhilfen über den gesamten Lebenslauf einen legitimen Status zuzuweisen.
Über einen Zeitraum von über 40 Jahren baute Loch die biographische (oder: egologische) Erziehungstheorie immer weiter aus und um. Zur Veranschaulichung seiner Theorie bediente er sich diverser Schemata wie dem Kreuz der Erziehung, dem Kreis der Erziehung oder den 22 Entwicklungsstufen menschlicher Lernfähigkeit. Nebenher veröffentlichte Loch weiterhin Aufsätze zum Beruf des Lehrers, zur Rolle der Sprache in der Erziehung sowie zu  Demokratisierungsprozessen in der Pädagogik. Die letzten Veröffentlichungen befassen sich schwerpunktmäßig mit der Analyse von Autobiographien. Auch scheint sich das Interesse für theologische und wissenschaftstheoretische Fragestellungen zuletzt wieder verstärkt zu haben. Zu einer zusammenfassenden Veröffentlichung seiner biographischen Erziehungstheorie kam es nicht mehr.

## Veröffentlichungen (Auswahl)
Die folgenden Schriften sind eine chronologisch geordnete Auswahl der wichtigsten Schriften Lochs. Insgesamt hat Loch ca. 125 fast ausschließlich unselbstständige Werke veröffentlicht. Darüber hinaus war er Herausgeber diverser Schriftenreihen. Er edierte mit Jakob Muth die Reihe "neue pädagogische Bemühungen" (100 Bände) und mit Harm Paschen und Gerhard Priesemann die Reihe "Sprache und Lernen: Internationale Studien zur pädagogischen Anthropologie". Außerdem war er (Mit-)Herausgeber der Zeitschrift "Das neue Erlangen".
- Der pädagogische Sinn der anthropologischen Betrachtungsweise. In: Bildung und Erziehung 18 (1965), H. 3. S. 164–180.
- Homo discens. In: Peege, Joachim (Hrsg.): Kontakte mit der Wirtschaftspädagogik: Festschrift für Walther Löbner zum 65. Geburtstag. Neustadt/Aisch: Ph. C. W. Schmidt (1967). S. 135–146.
- Enkulturation als anthropologischer Grundbegriff der Pädagogik. In: Bildung und Erziehung 21 (1968), H. 3. S. 161–178.
- Lebenslauf und Erziehung. Neue pädagogische Bemühungen, Bd. 79 (1979). Essen: Neue Deutsche Schule.
- Curriculare Kompetenzen und pädagogische Paradigmen. Zur anthropologischen Grundlegung einer biographischen Erziehungstheorie. In: Bildung und Erziehung 32 (1979), H. 3. S: 241–266.
- Der Mensch im Modus des Könnens. Anthropologische Fragen pädagogischen Denkens. In: König, Eckard/Ramsenthaler, Horst (Hrsg.): Diskussion Pädagogische Anthropologie. München: Fink (1980). S. 191–225.
- Zur Konstitution der Erziehung im Horizont der genetischen Phänomenologie Edmund Husserls. In: Bildung und Erziehung 34 (1981), H. 4. S. 408–419.
- Phänomenologische Pädagogik. In: Lenzen, Dieter (Hrsg.): Enzyklopädie Erziehungswissenschaft, Bd. 1: Theorien und Grundbegriffe der Erziehung und Bildung. Stuttgart: Klett-Cotta (1983). S. 155–173.
- Die Wenden des pädagogischen Bewußtseins als Herausforderung einer phänomenologischen Pädagogik. In: Bildung und Erziehung 37, H. 2 (1984). S. 119–130.
- Die Konstellation der bedeutungsvollen Anderen im Bewußtsein des Kindes. In: Brozio, Peter/Weiß, Edgar (Hrsg.) (1993): Pädagogische Anthropologie, biographische Erziehungsforschung, pädagogischer Bezug. Festschrift zum 65. Geburtstag von Werner Loch. Hamburg: Fechner. S. 12–70.
- Der Lebenslauf als anthropologischer Grundbegriff einer biographischen Erziehungstheorie. In: Krüger, Heinz-Hermann/ Marotzki, Winfried (Hrsg.): Handbuch erziehungswissenschaftliche Biographieforschung. 2. Auflage 2006 (1. Aufl. 1999 bei Leske+Budrich). Wiesbaden: VS Verlag. S. 71–89.
- Die Grundlegung der Allgemeinen Pädagogik durch Herbart und Schleiermacher. In: Weigand, Gabriele/Böschen, Markus/Schulz-Gade, Herwig (Hrsg.): Allgemeines und Differentielles im pädagogischen Denken und Handeln. Grundfragen – Themenschwerpunkte – Handlungsfelder. Wilhelm J. Brinkmann zum 20. Dezember 2007.  Würzburg: Ergon (2008). S. 135–146.